# Az apacsok történelme
Az apacsok az egyik legismertebb észak-amerikai indián nép. Először a spanyolokkal, majd az amerikaiakkal kerültek összetűzésbe, akiknek terjeszkedése veszélyeztette létüket. Leghíresebb vezetőik Mangas Coloradas, Cochise, Geronimo és Victorio voltak. Az Egyesült Államok Hadserege kemény harcosoknak és jó stratégáknak tartotta őket. Ma az Amerikai Egyesült Államok területén, Arizona, Új-Mexikó és Oklahoma államokban élnek a részükre fenntartott rezervátumokban. Ezeken a területeken számuk ma 5000 és 6000 fő között lehet a becslések szerint. Legközelebbi rokonaik a navahó indiánok.

## Eredetük és honfoglalásuk

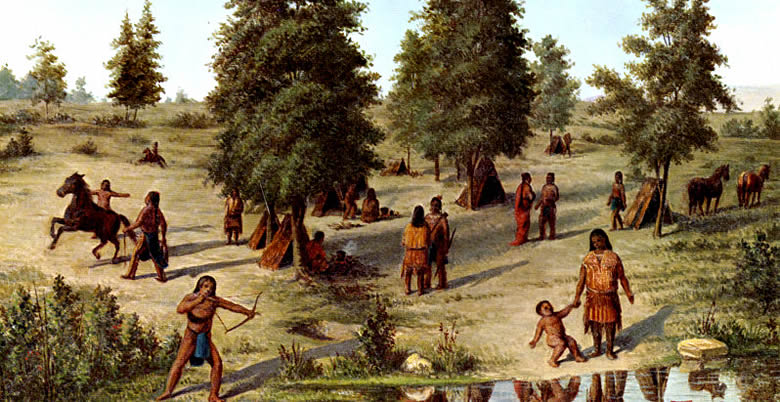
Theodore Gentilz 1840 körül készült festménye a lipan-apacsok táboráról

Az apacsok és a navahók ősei északi irányból, a mai Kanada és Alaszka területéről érkeztek a mai Amerikai Egyesült Államokban található törzsi területeikre. Ezt alátámasztja az a tény, hogy nyelvük a Kanadában beszélt atapaszka nyelvek távoli rokona. Valószínűsíthető, hogy az apacsok és a navahók korábban egy népcsoportot alkottak. A délnyugati régiót i. sz. 1000 körül, vagy az azt követő időszakban érhették el. Egyes apacs törzsek már a 15. századot megelőzően is itt éltek, de a régészeti és történelmi bizonyítékok azt sugalmazzák, hogy az 1500-as évek elejéig jelenlétük ebben a régióban nem volt számottevő. A legtöbb tudós szerint többségük a spanyolokat néhány évtizeddel megelőzve telepedett le végleg a délnyugati területeken. Emellett még 1700 körül is éltek síksági apacs farmerek a mai Kansas állam területén és a Dismal-folyónál. A ló használatának elterjedésekor a síksági apacsokat a komancsok, az uték és egyéb más törzsek tartották nyomás alatt. Ennek hatására ők is délnyugati irányba vándoroltak.

## Harcuk a spanyolok ellen

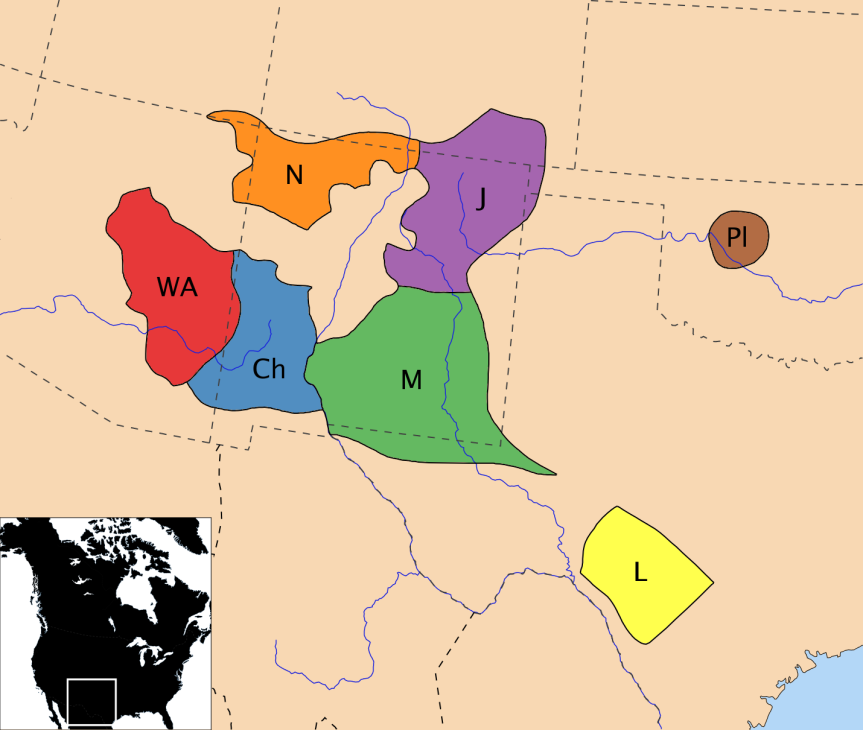
Az apacsok a 18. században.(WA - nyugati apacsok, N - navahók, Ch - csirikavák, M - meszkalerók, J - hikaríák, L - lipanok, Pl - síksági apacsok

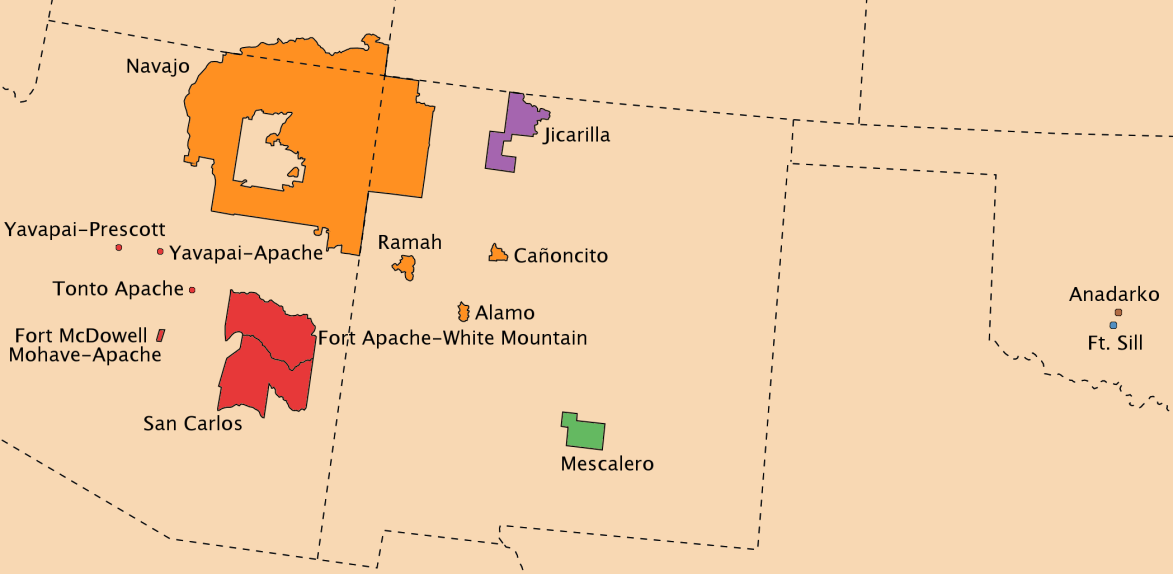
Az apacs törzsek elhelyezkedése napjainkban

Az apacsok kezdetben barátságosan viselkedtek a spanyolokkal és a mexikóiakkal, a későbbiekben pedig az amerikaiakkal.

### A kezdeti, békésebb együttélés időszaka
Először a spanyol Francisco Coronado jegyezte fel az indiánok jelenlétét a délnyugati területeken. 1541 áprilisában a Pueblo régiótól keletre, utazásai közben találkozott velük és mint kutyás nomádokat említi meg őket. A 16. század közepére a kereskedelmi kapcsolatok egyre fontosabbá váltak a pueblo és az apacs indiánok között. Az előbbiek kukoricát és szőtt pamut árucikkeket cseréltek a bölény húsára és bőrére, valamint kőszerszám alapanyagokra.
1540-ben Coronado a jelentésében a modern nyugati apacs területeket lakatlannak nevezte és a spanyolok az 1580-as években említik először az apacsok tartós jelenlétét a Rio Grande folyó nyugati oldalán. Valószínűsíthető, hogy az apacsok a 16. század végén és a 17. század elején foglalták el a délnyugati régióban található hazájukat. A 17. században kiterjesztették uralmukat a pueblo indiánok által az előző évszázadokban elhagyott területekre is.

### A harcok időszaka
Az apacsok az elsők között voltak az indiánok között, akik megtanultak lovagolni. Idővel a pueblo indiánok apacsokkal való kereskedelmi kapcsolata a spanyolok nyomására megromlott, majd megszűnt. Ennek hatására a nomád apacsok rablóportyákat indítottak, mivel szükségük volt a lovakra és az egyéb árucikkekre. 1656-tól 1675-ig állandó támadás alatt tartották az új-mexikói spanyol telepeseket és a pueblo indiánokat. A rablóportyák, a szárazság, a kemény spanyol elnyomás és a misszionáriusok tevékenysége az 1680-ban bekövetkezett pueblo lázadáshoz vezetett. Ennek következtében a spanyolokat kiszorították Új-Mexikóból.
Mikor a spanyolok visszafoglalták Új-Mexikót 1692-ben, egy erős apacs nemzettel találták magukat szemben. Az apacsok büntetlenül portyáztak, azonban ez a dominancia rövid életű volt. Agresszív viselkedésükkel maguk ellen fordították szomszédaikat és egy új, erős nép a komancsok észak felől nyomás alá helyezték az apacsokat. 1700-ra az apacsok elkezdtek délnyugati irányba vándorolni, mivel a francia kereskedők által jobban felfegyverzett komancs, vicsita és tehasz indiánok elkezdték átvenni az addigi vezetőszerepüket a síksági területeken.
Az apacsok ráadásul sosem alkalmazkodtak teljesen ennek a vidéknek a kultúrájához. Az elvándorlás után folytatták a farmok létesítését, kunyhókat építettek, valamint kukorica, bab, sütőtök és görögdinnye termesztésével foglalkoztak. Ezzel próbálták javítani az élelmiszer-ellátásukat, azonban ez volt vereségeik oka is a komancsok ellenében. Évente kétszer, a növények ültetésekor és a betakarítás ideje alatt, az apacsok a földjeikhez voltak kötve. A komancsok ezt kihasználva megsemmisítő támadásokat intéztek a településeik ellen. A komancsok ereje minden sikeres támadással tovább nőtt.
Sok apacs menekült nyugati irányba, Új-Mexikó és Arizona területére. A többi apacs törzs, főleg a lipanok és a meszkalerók Texas középső és Mexikó északi részeibe vándoroltak. Itt összetűzésbe kerültek az északi irányba nyomuló spanyolokkal, akik korábban támogatták a tehaszokat az apacsok ellenében. Amikor 1718-ban a spanyolok megalapították San Antonio települést az apacsok kényelmes célpontot találtak az európai ellenségeik elleni portyáikhoz. A spanyolok próbáltak velük békét kötni, de kevés sikerrel.
Mivel a hikaría-apacsok békét kötöttek a spanyolokkal, ezért az alkirály hasonló megbékélést szeretett volna a texasi apacsokkal is. Ennek érdekében 1725-ben megtiltott minden ellenük irányuló hadműveletet és úgy tűnt, hogy helyes döntést hozott. A következő hat évben az apacs támadások száma valóban drasztikusan csökkent. A viszonylagos béke hatására a határvidék általános ellenőrzését végző Pedro de Rivera y Villalón a katonai jelenlét csökkentését javasolta. San Antonio lakossága hiába tiltakozott a döntése ellen.

### Spanyol hittérítési kísérletek
Az 1730-as és az 1740-es években kiújultak a spanyol-apacs harcok. 1743-ban Benito Fernández (Santa Ana) spanyol térítő missziók felállítását javasolta megoldásként, az apacsok földjén. 1749. augusztus 19-én San Antonióban végül az apacsok békét kötöttek a spanyolokkal. Késznek mutatkoztak a keresztény hitre való áttérésre is a komancsok elleni védelemért cserében. Ezt követően a spanyolok megkezdték a missziók létesítését, azonban az 1754-ben San Lorenzóban alapított misszió sikertelen volt.
Az apacsok felégették a missziót és eltávoztak onnan. 1757-ben a San Saba régióban kíséreltek meg újabb misszió létesítését, melynek területe bányászatra is alkalmasnak mutatkozott. Bár nemsokára megjelent 3000 apacs, de ők nem telepedtek le, hanem továbbindultak bölényvadászatra és az ellenségeik elleni hadjáratra. 1758. március 16-án egy 2000 fős (kommancs, tehasz, bidai és tonkava) indián csapat megtámadta a missziót. A támadás 8 fő halálos áldozatot követelt, emellett raboltak, gyújtogattak. A missziók sikertelensége ellenére a spanyolok továbbra is fenntartották a békét az apacsokkal, akik 1759-ben csatlakoztak Ortiz ezredes hadjáratához az északi törzsek ellen.
1762-ben új missziókat hoztak létre San Lorenzo de la Santa Cruz és Nuestra Señora de la Candelaria néven. Az előbbi a Nueces-folyó északi részén, San Saba és Rio Grande között volt található. Itt végül több mint 300 apacs telepedett le. Az 1764-ben kitört himlőjárvány, a nehéz fizikai munka és a komancsok állandó támadásai hatására 1767-ben már egyik misszióban sem éltek apacsok. Ebben az időszakban teljesítette Cayetano Pignatelli Rubí márkija a határ ellenőrzését. Mexikóba való visszatértekor előadta véleményét, miszerint a spanyolokat a lipan-apacsokkal való kapcsolatuk miatt támadták a komancsok és az északi indiánok. Javasolta az északi törzsekkel való baráti kapcsolatok létesítését és segítségükkel az apacsok kiirtását, vagy legalábbis számuk csökkentését.
Az 1790-es évek viszonylagos nyugalomban teltek. 1790-ben és 1793-ban is spanyol-apacs békeegyezményt kötöttek. Mikor 1811-ben kitört a mexikói függetlenségi háború az apacsok ismét gyakran portyázni kezdtek. Ezek a támadások a mexikói és texasi spanyol uralom megszűnéséig tartottak. Antonio María Martínez, Texas utolsó kormányzója jelentette, hogy a lipan-apacsok magát San Antoniót, Texas fővárosát is megtámadták. A mexikói kormány gyorsan két egyezményt is kötött a lipanokkal. Mindkettőben ellátmányt és éves szintű lőpor és kukorica-adományokat ígértek az apacsoknak.

## Harcuk az amerikaiak ellen

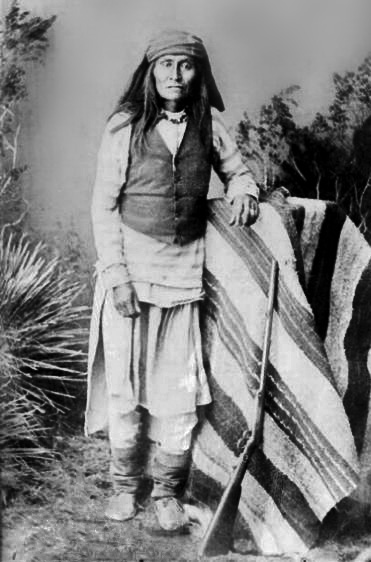
Mangas Coloradas

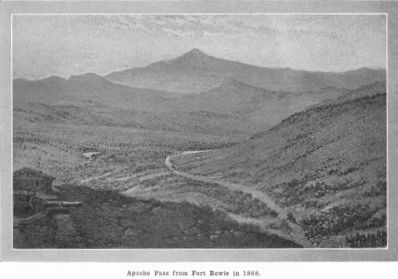
A hírhedt Apacs-hágó 1868-ban.

### Az ellentétek kialakulásának időszaka
Amikor az amerikaiak először eljutottak a délnyugati területekre az apacsok szövetségesként tekintettek rájuk a mexikóiakkal szemben. Ennek ellenére már az 1830-as években összetűzésbe kerültek az amerikaiakkal. Mivel James Johnson, James "Don Santiago" Kirker és társaik mexikói zászló alatt harcoltak, ezért az apacsok nem tekintették ezt az amerikaiakkal való összetűzésnek. A Mexikó elleni háborúban (1846-1848) ismét úgy tűnt, hogy az amerikaiakban szövetségesre leltek. 1848-ban azonban gyökeres változás következett be az apacs-amerikai viszonyban. Aranyláz tört ki Kaliforniában és szerencsevadászok százai özönlötték el az apacsok területét. Mangas Coloradas, az egyik legbefolyásosabb apacs vezető ellátogatott a bányászok táborába, hogy megegyezzen velük a békés együttélésről. A bányászok erre megkorbácsolták és megalázták az apacs törzsfőnököt.
Mangas Coloradas megalázása egy majd 40 évig tartó ellenségeskedéshez vezetett. Innentől kezdve az apacsok mind az amerikai, mind a mexikói telepeseket támadás alatt tartották. Az 1850-es években a mexikóiak és az amerikaiak is megelégelték a Mexikó elleni állandó rablóportyáikat. 1857-ben az Amerikai Egyesült Államok katonai erődöt létesített a sonorai határ északi oldalán Fort Buchanan néven. Elszigeteltsége révén azonban hatástalan volt a portyák megakadályozásában és az amerikai polgárháború elején el is hagyták a katonák. Az amerikaiak és a csirikavák képviselői 1858-ban találkoztak a Sárkány-hegységben található Apacs-hágónál, ahol békét kötöttek.

### A harcok első szakasza
A béke 1861-ig tartott. Ekkor Cochise csirikava apacs törzsfőnök, Mangas Coloradas unokaöccse, háborút indított az amerikaiak ellen. Ebben az időben Cochise favágóként dolgozott a Butterfield Overland társaságnál és szabad átjárást biztosított az Apacs-hágón keresztül mind a postakocsiknak, mind az amerikai hadseregnek. Egy Ward nevű helyi farmernek 20 marháját ellopta egy másik, Cochise-tól független apacs törzs. Ennek során Ward feleségének fiát Mickey Freet is elrabolták. Ward az amerikai hadsereghez fordult segítségért. George Bascom hadnagy, aki nemrég végzett a West Pointon, 3 hónappal azelőtt érkezett Arizonába és a probléma megoldását rábízták. Az Apacs-hágótól egy mérföldre letáboroztatta a csapatát és Cochise–ért küldetett. Mivel Cochise a fenti körülményekről nem tudott, ezért testvérével, két unokaöccsével, feleségével, két gyermekével és több harcossal érkezett a helyszínre. Bascom mindeközben fehér zászlóval jelezte békés szándékát.
Ekkor Cochise 50 éves lehetett és egy tiszteletben álló apacs vezető volt. Bascom a sátrába invitálta őket. Csapatai csöndben körbevették a sátrat, mialatt Cochise tagadta a fenti vádakat. Embereit és családját elfogták. Ő a késével rést nyitott a sátor hátsó részén és a megzavarodott csapatok mellett a hegyekbe menekült. Menekülése közben néhány lövés eltalálta. Az ezt követő csatározások közben egy apacsot megöltek és négyet legyűrtek. Cochise elrabolt néhány fehér embert, a foglyul ejtett apacsok kiváltása céljából. Erre Bascom válaszul felakasztatott hat apacsot, köztük a testvérét és unokaöccseit. Ezeket az eseményeket a Bascom incidensként tartja számon az utókor.
Cochise ekkor három fehér fogollyal akarta feleségét és gyermekeit kiváltani, amit Bascom megtagadott. Megtorlásul Cochise kivégezte a foglyokat. Ekkor döntött úgy, hogy csatlakozik nagybátyja Mangas Coloradas küzdelméhez a betolakodók ellen. Ez az elkövetkezendő 20 évben az apacs háborúk kb. 5000 fő halálát és több százezer dolláros kárt eredményeztek. 1861 után az apacsok olyan ádáz küzdelmet folytattak, hogy amikor az amerikai hadsereg elhagyta a régiót a polgárháborúban való részvétel miatt, Arizona teljesen apacs felügyelet alatt maradt. Ebben az időszakban a telepesek és a kereskedők is visszavonultak ezekről a területekről.

### Az apacs és navahó háborúk

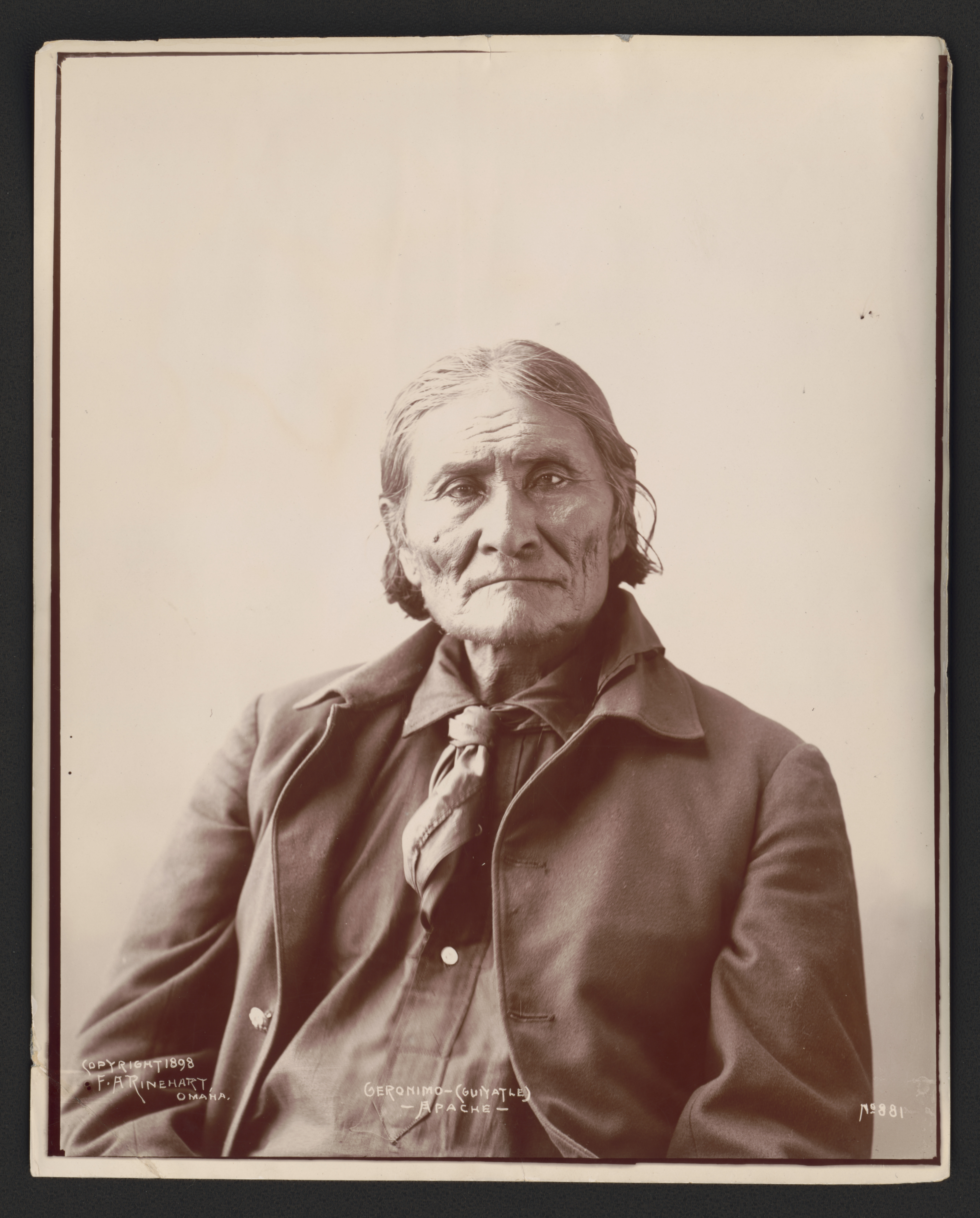
Geronimo

Ez volt a kezdete az apacs és navahó háborúknak, mely az Egyesült Államok hadserege és a bennszülött indiánok közötti negyedszázados küzdelemhez vezetett. Bár lovaglás és terepismeret terén messze felülmúlták az amerikai szövetségi csapatokat, de hosszú távon nem vehették fel velük a versenyt, mivel azok sokkal jobb fegyverzettel és felszereléssel rendelkeztek. 1862-ben 3000 kaliforniai önkéntes, James Carleton tábornok vezetése alatt, bevonult az Apacs-hágóba, hogy megelőzze a konföderációs seregek támadását. Az apacsokat tarackok használatával sikerült megfutamítaniuk. Bár a hadsereg 1863-ban elfogta, megkínozta majd kivégezte Mangas Coloradast, azonban Cohise és 200 társa sikeresen elmenekült és több mint 10 évig a Sárkány-hegységben rejtőzködött. Innen tovább folytatták portyáikat, de a biztonságot nyújtó hegyekbe mindig visszavonultak. Az amerikaiak 1862-ben felépítették az Aravaipa Creek és San Pedro találkozásánál található erődöt, későbbi nevén a Camp Grantot. Ezenkívül még három főbb támaszpontot építettek ki. 1864-ben a Fort Goodwin és a Fort Verde, 1865-ben pedig a Fort McDowell. Ez a négy erőd vált az apacsok elleni hadműveletek központjává.
1865-ben a navahók feladták a küzdelmet és az amerikaiak akaratának megfelelően egy új-mexikói rezervátumban telepedtek le. Először úgy tűnt, hogy az apacsok is követik ezt a példát. Ez az életmód azonban csak két évig, az 1871 és 1873 közötti időszakban talált követőkre. 1871-ben Stoneman tábornok arra biztatott egy tucsoni csoportot, hogy számoljon le az apacsokkal. Ennek eredményeként a helyiek meglepték az apacsokat, akiket megadásuk után lemészároltak. A hír eljutott Washingtonba és Stonemant felmentették parancsnoki tisztségéből. Védtelen, a kormány védelme alatt álló apacsok százait gyilkolták meg. Az újonnan kinevezett arizonai parancsnok George Crook tábornok lett, aki sok apacsot megnyert felderítőnek és sokakat rábírt a rezervátumokban való letelepedésre. Mielőtt bármilyen tervvel előállt volna, Crook, a vadon szerelmese 700 mérföldet lovagolt Arizonán keresztül. Ez idő alatt megismerkedett a vidékkel és annak lakóival. Az ő új megközelítése fordulópontot jelentett az amerikaiak apacsokkal vívott háborújában. A hadsereg feladata lett volna az apacsok védelme is, mivel hosszú ideje sokan sportból vadásztak rájuk. Egyesek pedig abból éltek, hogy indián skalpokat adtak el a mexikói kormánynak. A férfiak skalpjáért 50 dollárt, a nőkéért 25 és a gyermekekéért 10 dollárt fizettek. 
Számos harcos nem volt hajlandó letelepedett életet folytatni, ezért újra portyázni kezdett. Ebben az időben olyan híres vezéreik voltak, mint Geronimo és Victorio.
Ez az életmód azonban újra amerikai katonai beavatkozást eredményezett. Az apacsok Geronimo vezetésével végül 1886-ban letették a fegyvert.

## Letelepedésük a rezervátumokban
A csirikava törzseket először Floridába szállították, majd Alabamába. Végezetül pedig Oklahoma következett, ahol Fort Sillben egy 27 éves hadifogság várt rájuk. 1913-ban engedélyezték, hogy a törzs letelepedjen Oklahomában, egy a részükre kijelölt területen, vagy Új-Mexikóban a meszkalero rezervátumban. Egyharmad részük az előbbi lehetőséggel élt, kétharmaduk az utóbbit választotta. A meszkalerók és a lipanok szintén a meszkalero rezervátumban találtak otthonra. A nyugati apacsok a Fort Apache- és a San Carlos-rezervátumokban élnek, melyek Arizona állam középső részének keleti felén találhatóak. A hikaríák rezervátuma Új-Mexikó középső részének északi felén van.
Az apacsok egy része együtt él a javapaj-apacsokkal a javapaj rezervátumban, ami az arizonai Flagstafftól délnyugatra található. A tonto-apacs rezervátumot 1972-ben hozták létre Payson mellett, Kelet-Arizonában. Az ehhez tartozó erdő Phoenixtől északkeletre található. Területe 344.000 m² és kb. 100 főt szolgál. Sok esetben fehér amerikaiak fogadnak örökbe apacs gyermekeket az ausztrál „Elveszett Generáció” programhoz hasonlóan.
Az apacsok 60,3%-a már kizárólag az angol nyelvet használja családi körben. Az Amerikai Egyesült Államok 2000-ben népszámlálást tartott, melyen 57 199 ember vallotta magát kizárólag apacs származásúnak.
Ebből 5-6000 fő él Arizona, Új-Mexikó és Oklahoma államokban, a részükre fenntartott rezervátumokban.

## Angol nyelvű szakirodalom
- Veronica E.Velarde Tiller, Jicarilla Apache Tribe: A History; BowArrow Publishing Co, U.S.; 2nd edition, 15 Dec 1992, ISBN 1885931034
- Joseph C. Jastrzembski & Paul C. Rosier, The Apache Wars (Landmark Events in Native American History); Chelsea House Publishers, U.S.; 1 edition, 15 Sep 2007, ISBN 0791093433
- Ernest Lisle Reedstrom, Apache Wars: An Illustrated Battle History; Sterling, 7 Mar 1991, ISBN 0806972548
- Charles B. Gatewood & Louis Kraft, Lt. Charles Gatewood and His Apache Wars Memoir; University of Nebraska Press, 1 Dec 2005, ISBN 0803227728
- Ralph Hedrick Ogle, Federal Control of the Western Apache 1848-1886 Albuquerque: Univ. of New Mexico Press, 1940, 1970
- Daniel Thrapp, The Conquest of Apachería. University of Oklahoma Press, 1979, ISBN 0806112867
- Jay J. Wagoner, Early Arizona: Prehistory to Civil War. Tucson: Univ. of Arizona Press, 1975, ISBN 0816505012
- Donald E. Worcester, The Apaches: Eagles of the Southwest, University of Oklahoma Press, 1992, ISBN 0806123974

## Interneten elérhető irodalom
- Geronimo visszaemlékezései. A mexikóiak és amerikaiak elleni küzdelem apacs szemszögből, angol nyelven.